# Kraft durch Freude
La Kraft durch Freude (KdF, literalmente "Fuerza a través de la alegría") fue una organización política nazi que existió entre  1933 y 1945 dedicada a la tarea de estructurar, vigilar y uniformar el tiempo libre de la población alemana en la Alemania nazi, parte del Deutsche Arbeitsfront ("Frente Alemán del Trabajo"), sindicato unificado dependiente del estado nacionalsocialista. La KdF, concebida como medio propagandístico para exaltar las virtudes del Nazismo, se unió con la autoridad estatal de viajes y organizaba viajes terrestres y marítimos, siendo la agencia de viajes más importante de la Alemania nazi y pronto se convirtió en la más grande del mundo en los años 1930.

## Objetivos
La organización defendía el principio de crear una "Volksgemeinschaft nacionalsocialista" y "el perfeccionamiento y refinamiento del pueblo alemán". Buscaba conseguir tal objetivo organizando programas de ocio estrictamente estructurados. Robert Ley, uno de los fundadores de la KdF, citaba a Hitler: 

Deseo que a cada trabajador se le conceda un periodo de vacaciones suficiente y que todo se disponga de tal manera que estas vacaciones y el resto de su tiempo libre sirvan realmente de descanso y recuperación. Lo deseo porque quiero un pueblo con nervios de acero, pues la única manera de hacer política a lo grande es con un pueblo que mantiene la calma.

Un objetivo declarado fue la preservación de la "paz laboral" y evitar así la aparición de un sindicalismo hostil al régimen, mediante el "apaciguamiento" de los trabajadores.
Se buscaba asegurar la paz interna prometiéndoles a los trabajadores  que podrían permitirse lujos a los que hasta entonces sólo tenían acceso las clases altas, practicar deportes caros como la equitación, navegar a vela o jugar al tenis y tener la posibilidad de viajar al extranjero así como de acudir a balnearios de la costa báltica o del Mar del Norte a precios muy bajos. 

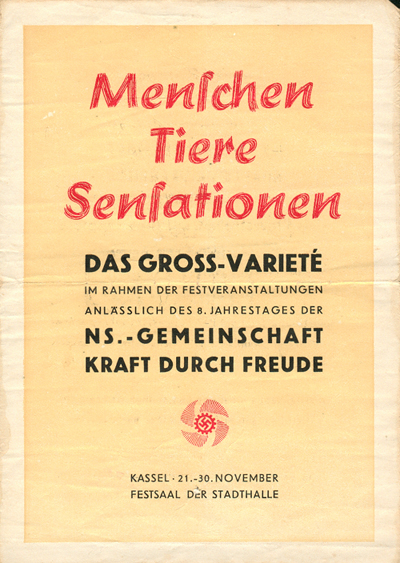
Propaganda de un espectáculo de variedades celebrado con motivo del VIII aniversario de la KdF.

El objetivo oficial fue la creación de un nuevo pueblo y sociedad alemanes. Según los teóricos nazis, al nuevo orden político y económico debía seguir "la comunidad socio-cultural del pueblo alemán". Se buscaba así fortalecer el orgullo nacional y el espíritu comunitario, con medidas destinadas a que los trabajadores tuvieran más energía para el trabajo, aumentando el rendimiento laboral y la productividad. La prioridad de todos los programas era en principio eliminar las desigualdades sociales para crear una gran comunidad alemana en la que todos debían tener, independientemente de sus ingresos, las mismas posibilidades de recreo. Este sentimiento era alimentado por la propaganda del régimen y constituía un elemento necesario para llevar a cabo los ambiciosos objetivos de Hitler. Para los nacionalsocialistas, el ocio no era un fin en sí mismo, sino que debía estar al servicio del estado y del pueblo. El objetivo oficial  del KdF era "la creación de un nuevo hombre alemán y un nuevo orden social alemán". El gobierno nazi consideraba especialmente aptos y motivados para ir a la guerra a los individuos sanos, para lo cual era necesario impulsar entre el proletariado el recreo, además de controlar el tiempo de ocio de los trabajadores. En última instancia se esperaba poder aumentar la producción de las fábricas de armamentos. Estos objetivos no se anunciaron oficialmente hasta poco antes del estallido de la guerra, . 
Otro objetivo era impulsar la economía alemana estimulando la industria del turismo y sacarla de la depresión de los años 20. Se esperaba que los alemanes, cuando viajaran al extranjero pudieran comparar su país con otros países en beneficio de Alemania. También debía mejorar la imagen de Alemania en el extranjero, y mediante la edición de vistosos folletos la KdF tuvo bastante éxito en este aspecto hasta el estallido de la Segunda Guerra Mundial. Kraft durch Freude fue, en última instancia, una preparación para la guerra. En 1934, más de dos millones de alemanes habían participado en algún viaje de la KdF; hacia 1939 el número de afiliados era oficialmente de alrededor de 25 millones de individuos en tanto todos los trabajadores alemanes tenían la obligación de afiliarse y abonar las cuotas.

## Actividades
A partir de 1933 la KdF ofrecía alternativas de ocio asequibles, como conciertos de música clásica y folklórica, excursiones de un día y vacaciones a balnearios o a los Alpes alemanes. Algunas embarcaciones de gran tamaño, como el Wilhelm Gustloff, fueron construidos específicamente para los cruceros organizados por la KdF. La KdF pretendía minimizar la diferencia entre clases sociales ofreciendo al pueblo llano actividades de ocio propias de la clase media, a costo muy reducido o inclusive gratis.
Inspirada en la organización de la Italia fascista Opera Nazionale Dopolavoro ("después del trabajo"), pero extendiendo también su influencia al ámbito laboral, la KdF amplió rápidamente su abanico de actividades y creció vertiginosamente para convertirse una de las organizaciones más grandes del Tercer Reich. Las estadísticas oficiales mostraban que en 1934, 2,3 millones de personas se habían beneficiado de las vacaciones organizadas por la KdF. En 1938, este número había crecido a 10,3 millones. En 1939 la KdF tenía más de 7000 empleados a sueldo y más de 135.000 voluntarios, organizados en divisiones por áreas temáticas como deportes, educación o turismo, con supervisores en cada fábrica y taller con más de 20 trabajadores. En varios periódicos de la época se cita que Alemania era el "mejor lugar para vivir para los trabajadores", superando incluso a Estados Unidos en calidad de vida, teniendo también la mayor flota turística de la época.
Los nazis también intentaron atraer el turismo extranjero. Esta tarea era responsabilidad de Hermann Esser, un secretario del Ministerio de Propaganda. Se editó una serie de panfletos a todo color y en varios idiomas titulada Deutschland, que mostraba Alemania como una nación pacífica e idílica, llegando a mostrar fotos de un sonriente Joseph Goebbels en plena celebración del Carnaval de Colonia, aunque la veracidad de tales imágenes de Goebbels es discutida.
La KdF también consiguió poner en marcha la fabricación de un automóvil a un precio popular, el KdF-Wagen, que posteriormente se haría famoso con el nombre de Volkswagen Escarabajo. La KdF recibió en 1939 la Copa Olímpica, galardón otorgado por el Comité Olímpico Internacional.
Las actividades de la KdF quedaron en la práctica suspendidas desde fines de 1939 debido a las urgencias financieras causadas por la Segunda Guerra Mundial y varios proyectos nunca llegaron a completarse, como fue el caso del gigantesco balneario de Prora en la costa báltica, mientras las embarcaciones de recreo de la KdF eran reconvertidas para usos militares debido a las exigencias de la guerra. El modelo sería copiado con éxito en otros países, como Portugal, con la Fundación Nacional para la Alegría en el Trabajo, dependiente de la Secretaría de Estado de las Corporaciones y Asuntos Sociales, o España, con la Organización Educación y Descanso, dependiente de la Organización Sindical Española.